# NGC 3271
NGC 3271 (również IC 2585 lub PGC 30988) – galaktyka soczewkowata (SB0), znajdująca się w gwiazdozbiorze Pompy. Odkrył ją John Herschel 1 maja 1834 roku.